# Chantkaip
Chantkaip, ime koje su Indijanci Luckiamute dali jednoj Santiam bandi, plemena iz porodice Kalapooian, koji su živjeli u dolini rijeke Santiam u Oregonu. Chantkaipe Swanton i Hodge imaju na popisima bandi Santiama. Američki etnolog Gatschet (1877) navodi ih na popisima njegovih osam bandi Luckiamuta i 4 bande Santiama.